# Dibi (Nyambaka)
Pour les articles homonymes, voir DIBI.
Dibi est un village de la commune de Nyambaka située dans la Région de l'Adamaoua et le département de la Vina au Cameroun.

## Localisation et population
Le village Dibi se situe au nord-ouest de la commune de Nyambaka au nord-est du village Laoupanga.
En 1967, Dibi comptait 1 059 habitants, principalement des Foulbé. Cependant, lors du recensement de 2005, on y a dénombré 2 168 habitants dont 1 005 de sexe masculin et 1 163 de sexe féminin, tandis que les diagnostics du Plan communal de développement (PCD) de la commune de Nyambaka, réalisé en 2015, ont permis de recenser 3 700 personnes dont 1 700 de sexe masculin et 2 000 de sexe féminin.

## Climat
Dibi bénéficie d'un climat tropicalavec une température moyenne de 21,6 °C. Le mois de mars est le plus chaud de l'année avec une température moyenne de 23,3 °C tandis que juillet est le mois le plus froid avec une température moyenne de 20,7 °C. Cependant, cette température peut diminuer jusqu'à atteindre 12,1 °C en décembre, comme elle peut s'élever à 30,7 °C en février. 
Concernant les précipitations, on note une variation de 285 mm tout au long de l'année entre 286 mm en août et seulement 1 mm en décembre. 

## Projets sociaux et économiques
Étant l'expression d'un cadre intégré de développement humain durable, Le Plan communal de développement de la commune de Nyambaka a été élaboré en 2015. Il a proposé une stratégie de développement qui incluait l'agriculture, l'industrie animale, la sécurité, l'éducation, la santé publique et plusieurs autres secteurs.  Ces projets impliquaient tous les villages de la commune, et notamment Dibi.

### Projets sociaux
Il y avait cinq projets prioritaires, dont le coût estimatif total de 52 500 000 Francs CFA. Trois parmi ces projets se focalisaient sur l'éducation et la formation (la construction et l'équipement d'un bâtiment de deux salles de classe à l'EPP de Dibi, la construction et l'équipement d'un bâtiment au lycée de Dibi et la création d'un centre de formation professionnelle). On a aussi pensé à construire un forage et à plaidoyer pour la création et la construction d'un poste de sécurité à Dibi.

### Projets économiques
Le PCD de la commune de Nyambaka a mis en place trois projets. Le premier concernait la construction d'un parcking à camions (ce qui devrait coûter 1 000 000 Francs CFA), le deuxième proposait la construction d'un hangar et de 10 boutiques au marché de Dibi, dont le coût estimatif total de 20 000 000 Francs CFA, et le troisième, qui était le plus coûteux des projets (85 000 000 Francs CFA), impliquait la construction d'une auberge communale.